# Besoffener Kapuziner
Besoffener Kapuziner (auch B'soffene Liesl) bezeichnet in der österreichischen Küche in Wein oder Gewürzwein getauchte Haselnusskuchenstücke. In manchen Kochbüchern wird diese Mehlspeise auch als Durstige Nonne bezeichnet. Dabei verwendet man eine große Tortenform statt mehrerer kleiner Förmchen.

## Zubereitung
Eier werden mit Zucker, Salz und Wasser aufgeschlagen, Nüsse und Mehl untergemischt. Die Masse wird in gebutterte und bemehlte kleine Förmchen gefüllt. Nach dem Backen wird das Ganze gestürzt.
Für die Tränkflüssigkeit Wein, Zucker, Orangen- und Zitronensaft und nach Wunsch mit Gewürzen  wie Gewürznelken oder Zimt aufkochen lassen. Vom Herd nehmen, gegebenenfalls Rum zugießen und die als Kapuziner bezeichneten Kuchenstücke damit beträufeln, abschließend mit Schlagobers servieren.

## Wissenswertes
Die Bezeichnung Kapuziner bezieht sich genau wie die Kaffeezubereitung gleichen Namens auf die Farbe einer Kapuzinerkutte. Das typisch österreichische Gericht wurde beim Treffen der europäischen Bildungsminister 1998 serviert.
Die Autoren Christa Fuchs, Gudrun Harrer, und Moidi Kretschmann haben in ihrem Buch Besoffene Kapuziner: Und andere Rezepte zur kulinarischen Verbesserung Mitteleuropas dem Gericht ein Denkmal gesetzt. Das im Stift Admont überlieferte Rezept Admonter Triet, das auf ein Arzneimittel zurückgeht, ist dem Besoffenen Kapuziner ähnlich.